# 5239 Reiki
5239 Reiki là một tiểu hành tinh vành đai chính mang tên Reiki Kushida, một nhà thiên văn học Nhật Bản.